# 93 Minerva
93 Minerva è un grande asteroide della Fascia principale. È probabilmente un asteroide di tipo C, ciò significa che ha una superficie scura e una composizione carboniosa primitiva.
Minerva fu scoperto il 24 agosto 1867 da James Craig Watson dal Detroit Observatory dell'università del Michigan (USA) ad Ann Arbor; fu battezzato così in onore di Minerva, dea della saggezza nella mitologia romana, l'equivalente della dea greca Atena.
Il 22 novembre 1982 è stata osservata in Francia, Spagna e Stati Uniti un'occultazione stellare di Minerva.
Minerva ha una forma insolitamente quasi sferica, è stato possibile determinarne la dimensione analizzando con i Telescopi Keck l'occultazione stellare avvenuta nel 2010 e confrontando i dati del telescopio spaziale IRAS ottenuti nel 1983; è stato così stimato un diametro dell'asteroide intorno ai 156 km..
Minerva ha inoltre due lune che orbitanti a 650 km e 380 km di distanza, rispettivamente con periodi di 58 ore e 27 ore. Entrambe si trovano vicino all'equatore e hanno orbite quasi perfettamente circolari. Le lune hanno una dimensione misurata di circa 5 km e sono state denominate Aegis e Gorgoneion, due elementi dell'armatura di Minerva.
Per lungo tempo si è ritenuto Minerva il prototipo di un'omonima famiglia di asteroidi; tale raggruppamento è oggi in disuso, poiché Minerva, avendo per coincidenza parametri orbitali simili, mancava di correlazione fisica con gli altri membri della famiglia. La maggior parte di questo gruppo di asteroidi va ora sotto la denominazione di famiglia Gefion, dal nome dell'asteroide dal numero di identificazione più basso appartenente alla famiglia, 1272 Gefion.
Minerva appare come un tipo primitivo di asteroide, conosciuto come condrite carbonacea con una densità più alta di altri asteroidi carbonacei che sono per lo più aggregati di detriti molto porosi.